# Reichenbacher Konvention (1790)
Die Reichenbacher Konvention, am 27. Juli 1790 im schlesischen Reichenbach abgeschlossen, war eine Übereinkunft Preußens und Österreichs, die einen drohenden Krieg zwischen den beiden Mächten verhinderte. Dabei spielte die politische Schwerpunktverlagerung durch den Ausbruch der Französischen Revolution eine wichtige Rolle. Die Verhandlungen fanden im Haus des Reichenbacher Textilkaufmanns Friedrich Sadebeck statt.

## Vorgeschichte
Seit 1788 war Preußen unter Leitung des Ministers Ewald Friedrich von Hertzberg während der Regierungszeit Friedrich Wilhelms II. bestrebt, seine Stellung auf österreichische und russische Kosten zu vergrößern. Ziel war die Herstellung einer sicheren Grenze zwischen Schlesien und Ostpreußen. Preußen hatte 1790 in Schlesien Heeresmassen zusammengezogen, um sie gegen Österreich zu führen, das im Bunde mit Russland die Türkei und damit das europäische Gleichgewicht bedrohte. 
Auf englische Initiative hin versuchten der römisch-deutsche Kaiser Leopold II. und der preußische König Friedrich Wilhelm II. vor dem Hintergrund der Französischen Revolution die preußisch-österreichischen Konflikte zu bereinigen. Um den Krieg mit Preußen zu vermeiden, sah sich Leopold II. gezwungen, ein preußisches Ultimatum zu akzeptieren. 
Österreich stimmte der preußischen Forderung zu, seinen seit 1787 andauernden Krieg gegen das Osmanische Reich zu beenden und auf die abgerungenen Gebiete längs der Donau zu verzichten. 
Preußen verpflichtete sich im Gegenzug, de facto auf Thorn und Danzig zu verzichten und die Unterstützung für die Brabanter Revolution in den österreichischen Niederlanden und die Aufständischen in Ungarn einzustellen. Preußen garantierte zusammen mit Großbritannien und der Republik der Sieben Vereinigten Provinzen den Status quo zwischen Österreich und dem Osmanischen Reich.